# Héctor Puricelli
Héctor Puricelli Seña conocido en Italia como Ettore Puricelli (15 de setiembre de 1916, Montevideo, Uruguay - 14 de mayo de 2001, Roma, Italia), fue un futbolista y entrenador ítalo-uruguayo. Desarrolló su etapa como futbolista entre los años 1930 y los años 1940 en Italia, donde se destacó como goleador en el Bologna y el Milan. Fue Capocannoniere de la Serie A en dos oportunidades y alcanzó a defender la camiseta de la selección italiana. Luego, fue entrenador de numerosos equipos europeos, entre ellos el propio AC Milan y el Oporto. Con 135 goles, es el máximo goleador uruguayo de la historia de la Serie A italiana.

## Clubes

### Como jugador
| Club        | País    | Año       |
| ----------- | ------- | --------- |
| River Plate | Uruguay | 1935-1936 |
| Central     | Uruguay | 1936-1938 |
| Bologna     | Italia  | 1938-1944 |
| AC Milan    | Italia  | 1945-1949 |
| Legnano     | Italia  | 1949-1951 |

### Como entrenador
Como entrenador, Puricelli dirigió a los equipos de AC Milan, Palermo, FC Porto, Salernitana, Atalanta, Alessandria, Cagliari, Vicenza y Foggia. Siendo su representante Félix Latrónico.

### Como jugador
| Título  | Club    | País   | Año     |
| ------- | ------- | ------ | ------- |
| Serie A | Bologna | Italia | 1938-39 |
| Serie A | Bologna | Italia | 1940-41 |

### Como entrenador
| Título      | Club  | País   | Año     |
| ----------- | ----- | ------ | ------- |
| Serie A     | Milan | Italia | 1954-55 |
| Copa Latina | Milan | Italia | 1956    |

### Distinciones individuales
| Distinción     | Año     |
| -------------- | ------- |
| Capocannoniere | 1938-39 |
| Capocannoniere | 1940-41 |